# Paul Reedy
Paul Reedy (født 21. januar 1961 i Robinvale) er en australsk tidligere roer.
Reedy var en del af den australske dobbeltfirer, der deltog i OL 1984 i Los Angeles. Bådens øvrige besætning var Gary Gullock, Timothy McLaren og Anthony Lovrich. De fire australiere vandt deres indledende heat, og i finalen blev de besejret med under et halvt sekund af den vesttyske båd, mens Canada tog bronzemedaljerne, under en tiendedel af et sekund efter australierne.
Ved OL 1988 i Seoul deltog han igen i den australske dobbeltfirer, hvis øvrige besætning var ny i forhold til legene fire år forinden. De nåede A-finalen, hvor de blev nummer fem.
Reedy deltog i flere verdensmesterskaber, og i 1990 vandt han bronze i dobbeltsculler sammen med Peter Antonie.

## OL-medaljer
- 1984:  Sølv i dobbeltfirer